# Абел Феррейра
Абель Феррейра (порт. Abel Ferreira, нар. 22 грудня 1978, Пенафієл) — португальський футболіст, що грав на позиції захисника. По завершенні ігрової кар'єри — тренер. З 2020 року очолює тренерський штаб бразильського «Палмейраса».

## Ігрова кар'єра
Народився 22 грудня 1978 року в місті Пенафієл. Вихованець футбольної школи клубу «Пенафіел». Дорослу футбольну кар'єру розпочав 1997 року в основній команді того ж клубу, в якій провів три сезони, взявши участь у 63 матчах другого дивізіону Португалії.
Своєю грою за цю команду привернув увагу представників тренерського штабу «Віторії» (Гімарайнш), до складу якої приєднався влітку 2000 року. Відіграв за клуб з Гімарайнша наступні чотири сезони своєї ігрової кар'єри, взявши участь у 80 матчах Прімейри.
З літа 2004 року півтора сезони захищав кольори «Браги», після чого у січні 2006 року був орендований лісабонським «Спортінгом», який взамін віддав «Бразі» бразильця Вендерсона. Після закінчення сезону «Спортінг» викупив контракт Абеля.
27 листопада 2007 року Абел забив гол у ворота «Манчестер Юнайтед» в матчі Ліги чемпіонів, програному 1:2. Також він був викликаний до складу збірної Португалії, але на поле не виходив.
У сезоні 2008/09 Абел конкурував за місце в складі з бразильцем Педро Сілвою. Ця конкуренція посилилася з купівлею у січні 2010 року Жуана Перейри. В результаті Феррейра став менше виступати і завершив професійну кар'єру футболіста у 2011 році у віці 32 років, зігравши за кар'єру 234 матчі у вищому дивізіоні Португалії і забивши 3 голи.

## Кар'єра тренера
Розпочав тренерську кар'єру відразу ж по завершенні кар'єри гравця, 2011 року як тренер молодіжної команди клубу «Спортінг», де пропрацював з 2011 по 2013 рік, а потім працював з дублюючою командою, втім несподівано був звільнений на початку сезону 2014/15.
З 16 лютого 2015 роки очолював дублюючу команду «Браги», а 25 квітня 2017 року, після звільнення тренера першої команди Жорже Сімау, Феррейра став головним тренером «Браги».
30 червня 2019 очолив грецький ПАОК.
2020 став тренером бразильського «Палмейрас».

## Досягнення

### Як гравець
- Володар Кубка Португалії: 2007, 2008
- Володар Суперкубка Португалії: 2007, 2008

### Як тренер
- Володар Кубка Бразилії: 2020
- Чемпіон штату Сан-Паулу: 2022
- Володар Кубка Лібертадорес: 2020, 2021
- Володар Кубка Бразилії: 2020
- Володар Рекопи Південної Америки: 2022
- Володар Суперкубка Бразилії: 2023